# آنتونی پاوسون
آنتونی پاوسون (انگلیسی: Anthony Pawson; ۱۸ اکتبر ۱۹۵۲ – ۷ اوت ۲۰۱۳) یک زیست‌شیمی‌دان در زمینه تحقیقی ژنتیک و میکروبیولوژی اهل بریتانیا بود.
وی همچنین برنده جوایزی همچون جایزه کیوتو شده‌است.